# Apostolnik

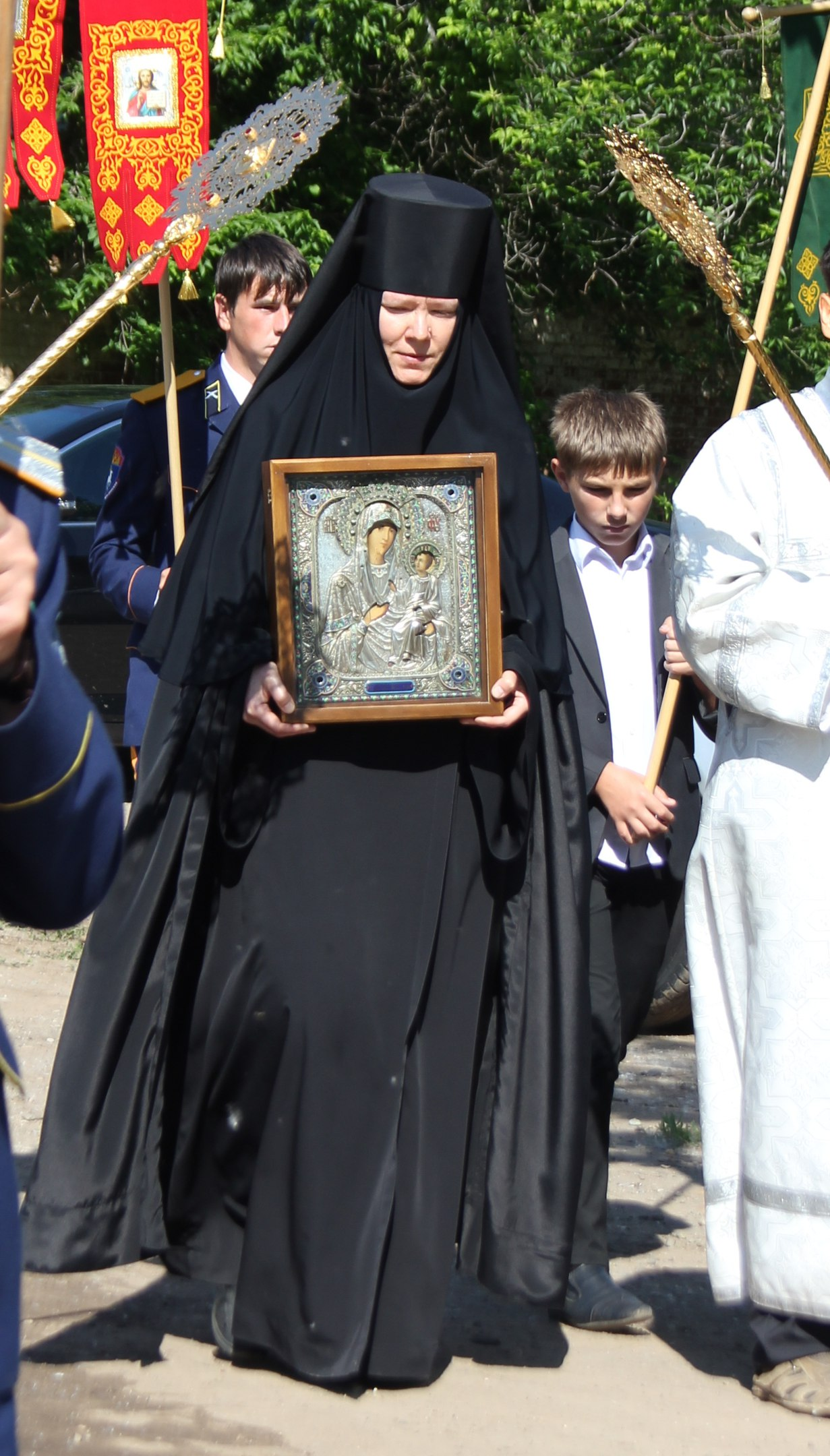
Een Russisch-Orthodoxe non

Een apostolnik is een kledingstuk dat door oosters-orthodoxe en oosters-katholieke nonnen wordt gedragen. Het is een stoffen sluier die het hoofd, de nek en de schouders bedekt, vergelijkbaar met een khimār gedragen door moslimvrouwen. 